# Eduardo Bonvallet
Eduardo Guillermo Jorge Bonvallet Godoy (Santiago, 13 de enero de 1955 - Santiago, 18 de septiembre de 2015) fue un futbolista, entrenador, comunicador deportivo y locutor radial chileno que jugaba como mediocampista defensivo.
Formó parte de la selección chilena finalista de la Copa América 1979, que luego clasificó de forma invicta a la Copa Mundial de Fútbol de 1982. 
Luego de su retiro como futbolista, comenzó una carrera como comentarista deportivo y conductor de televisión, provocando revuelo por su estilo directo, irreverente y en ocasiones, confrontacional. Generó polémica por sus denuncias de corrupción al interior del fútbol chileno, sus ácidas críticas al rendimiento de la selección chilena y al comportamiento de ciertos jugadores, dirigentes y técnicos.

## Trayectoria

### Como futbolista
Sus inicios en el fútbol se desarrollaron jugando por el equipo amateur Club Deportivo Villa El Dorado. En 1968, Luis Ibarra lo llevó a las divisiones inferiores de Universidad de Chile, siendo destacado por el club como mejor jugador del equipo en las diversas divisiones que integró.
Debutó en el plantel adulto de Universidad de Chile en 1972. Luego pasó a integrar a Universidad Católica, donde formó parte del equipo que logró el ascenso a Primera División en 1975 siendo campeón. Posteriormente fue transferido a O'Higgins y formó parte del plantel que participó en la Copa Libertadores 1979. Luego, clasificó a la Copa Libertadores 1980, pero antes de disputarla fue transferido a Fort Lauderdale Strikers de Estados Unidos, equipo en el que jugó junto a Teófilo Cubillas, Marinho Chagas y Gerd Müller, siendo elegido como uno de los mejores jugadores del campeonato. Posteriormente, abandona el equipo por problemas personales con el director técnico y con los jugadores, regresando a Universidad Católica en 1981, en donde estuvo por dos temporadas. Contabilizando sólo partidos por el Campeonato Nacional, Bonvallet por la Universidad Católica jugó 111 partidos y marcó 6 goles.
En 1983 regresó al fútbol estadounidense para defender los colores del Tampa Bay Rowdies, para finalmente recalar en Unión San Felipe donde se retiró a fines de la temporada 1983, debido a una artrosis crítica derivada de las numerosas infiltraciones a su cuerpo. Según sus palabras, en poco más de un año se infiltró cerca de 35 veces para sanar una lesión de su tobillo derecho.

### Como entrenador

#### Fútbol universitario
Fue campeón de fútbol universitario dirigiendo a la Universidad Gabriela Mistral, logrando el ascenso a Primera División. Ganó el campeonato ADUPRI y la Copa Philips, un torneo a nivel sudamericano en el Estadio Pacaembú, derrotando al combinado brasileño, previamente habiendo derrotado al conjunto argentino en semifinales. Además, mantiene un récord de victorias invicto a nivel universitario, derrotando a la Universidad de Las Américas dirigida por Claudio Borghi. Sin embargo, fue castigado de por vida por agredir a un técnico rival durante un partido.

#### Fútbol profesional
En abril de 2007, después de varias negociaciones con equipos de la Primera división Chilena (Incluido Universidad de Chile), asumió por primera vez la dirección técnica de un equipo de fútbol profesional, haciéndose cargo en la undécima fecha de Deportes Temuco, equipo que al llegar Bonvallet se encontraba en el último lugar de la Primera B de Chile, a 8 puntos del equipo más cercano. Al llegar al cuadro de La Araucanía, indicó que venía por un proyecto largo en el cual tenía como objetivo clasificar al cuadro albiverde a la Copa Libertadores en un plazo de dos años. Con Bonvallet ya en la banca, sin embargo a pesar de perder su primer partido con cerca de 15 mil espectadores en el Estadio Germán Becker, el equipo lograba recuperarse de la mala campaña que traía, realizando una buena campaña, alcanzando a los colistas cercano a salvarse del descenso, pero lamentablemente el poco tiempo sus polémicas decisiones fueron determinantes para descender. Tuvo problemas con sus jugadores, Ricardo Olivares se negó a cortar su cabello (lo que había sido exigido por Bonvallet), Javier di Gregorio fue separado del plantel tras primero llegar tarde a un entrenamiento y luego negarse a ir a la banca en un partido oficial, y Luc Bessala tuvo un entrevero en pleno partido con Bonvallet, luego de que este lo sustituyera a los 15 minutos de partido ante Rangers.
En las últimas tres fechas, Bonvallet fue suspendido dejándolo sin posibilidad de estar en la banca, esto se debió a que el entrenador finalizado el partido contra San Felipe (fecha 41) increpó al árbitro y a su veedor Mario Sánchez por supuestos errores arbitrales. Finalmente, a dos fecha del término del torneo, pese a derrotar a San Luis de Quillota como local, la victoria de Curicó Unido condenó al descenso al equipo albiverde. Finalizada la temporada, el 28 de noviembre su equipo con él en la banca, disputó un partido amistoso contra Estudiantes de La Plata, significando el cierre del antiguo Germán Becker y el fin de su participación en Temuco debido a su posterior dimisión, tras no lograr cumplir con salvar al equipo del descenso a Tercera División. Años después, señalo una conspiración en su contra maquinada por la ANFP y parte de la barra del club.
Durante 2010 dirigió brevemente el Sportverein Jugendland Fussball club de la Tercera B en ese entonces. Entrenó al equipo durante la pretemporada, pero, al no haber acuerdo económico, terminó retirándose del club.

## Selección nacional
A los catorce años fue nominado por primera vez a la selección de Chile, como parte del equipo de las categorías inferiores, y a los 24 años Luis Santibáñez lo convocó para la selección adulta en un partido amistoso ante Ecuador, el 16 de junio de 1979. Fue parte de la selección chilena que fue finalista de la Copa América 1979, jugando como centrocampista defensivo, instancia en que resultó subcampeón, tras perder la final por diferencia de goles ante Paraguay. Posteriormente, fue parte de la selección chilena que obtuvo la primera posición de su grupo en las clasificatorias para la Copa Mundial de Fútbol de 1982. Finalmente fue llamado por Luis Santibáñez para integrar el seleccionado chileno que participó en dicho certamen internacional, sin mucho éxito.
En su carrera como seleccionado participó en 24 partidos, 11 oficiales y 13 amistosos, su última presencia fue ante Argelia por la Copa Mundial de Fútbol de 1982, el 24 de junio de 1982.
Ya retirado, señaló que durante el proceso para el Mundial de 1982 existió doping en los jugadores de la selección.

### Participaciones en eliminatorias
| Clasificatoria                   | Resultado    | Partidos | Goles |
| -------------------------------- | ------------ | -------- | ----- |
| Eliminatorias Sudamericanas 1982 | Primer lugar | 2        | 0     |

### Participaciones en Copas del Mundo
| Mundial                        | Sede   | Resultado    | Partidos | Goles |
| ------------------------------ | ------ | ------------ | -------- | ----- |
| Copa Mundial de Fútbol de 1982 | España | Primera fase | 3        | 0     |

### Participaciones en Copa América
| Copa              | Sede              | Resultado  | Partidos | Goles |
| ----------------- | ----------------- | ---------- | -------- | ----- |
| Copa América 1979 | Sin sede definida | Subcampeón | 6        | 0     |

Selección nacional
| \| N.º \| Fecha \| Ciudad \| Local \| Resultado \| Visitante \| Competición \| Goles \| \| ----- \| ------------------------ \| -------------- \| ---------------- \| --------- \| --------- \| ------------------------------- \| ----- \| \| 1 \| 13 de junio de 1979 \| Santiago \| Chile \| 0:0 \| Ecuador \| Amistoso \| \| \| 2 \| 21 de junio de 1979 \| Guayaquil \| Ecuador \| 2:1 \| Chile \| Amistoso \| \| \| 3 \| 15 de agosto de 1979 \| Bogotá \| Colombia \| 1:0 \| Chile \| Copa América 1979 \| \| \| 4 \| 5 de septiembre de 1979 \| Santiago \| Chile \| 2:0 \| Colombia \| Copa América 1979 \| \| \| 5 \| 17 de octubre de 1979 \| Lima \| Perú \| 1:2 \| Chile \| Copa América 1979 \| \| \| 6 \| 24 de octubre de 1979 \| Santiago \| Chile \| 0:0 \| Perú \| Copa América 1979 \| \| \| 7 \| 28 de noviembre de 1979 \| Asunción \| Paraguay \| 3:0 \| Chile \| Copa América 1979 \| \| \| 8 \| 5 de diciembre de 1979 \| Santiago \| Chile \| 1:0 \| Paraguay \| Copa América 1979 \| \| \| 9 \| 20 de agosto de 1980 \| Montevideo \| Uruguay \| 0:0 \| Chile \| Amistoso \| \| \| 10 \| 18 de septiembre de 1980 \| Mendoza \| Argentina \| 2:2 \| Chile \| Amistoso \| \| \| 11 \| 10 de marzo de 1981 \| Santiago \| Chile \| 1:0 \| Colombia \| Amistoso \| \| \| 12 \| 14 de marzo de 1981 \| Ribeirão Preto \| Brasil \| 2:1 \| Chile \| Amistoso \| \| \| 13 \| 19 de marzo de 1981 \| Bogotá \| Colombia \| 1:2 \| Chile \| Amistoso \| \| \| 14 \| 30 de marzo de 1981 \| Lima \| Perú \| 1:0 \| Chile \| Amistoso \| \| \| 15 \| 19 de abril de 1981 \| Santiago \| Chile \| 3:0 \| Perú \| Amistoso \| \| \| 16 \| 29 de abril de 1981 \| Santiago \| Chile \| 1:2 \| Uruguay \| Amistoso \| \| \| 17 \| 24 de mayo de 1981 \| Guayaquil \| Ecuador \| 0:0 \| Chile \| Clasificatorias Mundial de 1982 \| \| \| 18 \| 7 de junio de 1981 \| Asunción \| Paraguay \| 0:1 \| Chile \| Clasificatorias Mundial de 1982 \| \| \| 19 \| 5 de agosto de 1981 \| Lima \| Perú \| 1:2 \| Chile \| Amistoso \| \| \| 20 \| 26 de agosto de 1981 \| Santiago \| Chile \| 0:0 \| Brasil \| Amistoso \| \| \| 21 \| 18 de mayo de 1982 \| Santiago \| Chile \| 2:3 \| Rumania \| Amistoso \| \| \| 22 \| 17 de junio de 1982 \| Oviedo \| Chile \| 0:1 \| Austria \| Mundial de 1982 \| \| \| 23 \| 20 de junio de 1982 \| Gijón \| Alemania Federal \| 4:1 \| Chile \| Mundial de 1982 \| \| \| 24 \| 24 de junio de 1982 \| Oviedo \| Argelia \| 3:2 \| Chile \| Mundial de 1982 \| \| \| Total \| Total \| Total \| Presencias \| 24 \| \| Goles \| 0 \| |                          |                |                  |           |           |                                 |       |
| N.º | Fecha                    | Ciudad         | Local            | Resultado | Visitante | Competición                     | Goles |
| 1 | 13 de junio de 1979      | Santiago       | Chile            | 0:0       | Ecuador   | Amistoso                        |       |
| 2 | 21 de junio de 1979      | Guayaquil      | Ecuador          | 2:1       | Chile     | Amistoso                        |       |
| 3 | 15 de agosto de 1979     | Bogotá         | Colombia         | 1:0       | Chile     | Copa América 1979               |       |
| 4 | 5 de septiembre de 1979  | Santiago       | Chile            | 2:0       | Colombia  | Copa América 1979               |       |
| 5 | 17 de octubre de 1979    | Lima           | Perú             | 1:2       | Chile     | Copa América 1979               |       |
| 6 | 24 de octubre de 1979    | Santiago       | Chile            | 0:0       | Perú      | Copa América 1979               |       |
| 7 | 28 de noviembre de 1979  | Asunción       | Paraguay         | 3:0       | Chile     | Copa América 1979               |       |
| 8 | 5 de diciembre de 1979   | Santiago       | Chile            | 1:0       | Paraguay  | Copa América 1979               |       |
| 9 | 20 de agosto de 1980     | Montevideo     | Uruguay          | 0:0       | Chile     | Amistoso                        |       |
| 10 | 18 de septiembre de 1980 | Mendoza        | Argentina        | 2:2       | Chile     | Amistoso                        |       |
| 11 | 10 de marzo de 1981      | Santiago       | Chile            | 1:0       | Colombia  | Amistoso                        |       |
| 12 | 14 de marzo de 1981      | Ribeirão Preto | Brasil           | 2:1       | Chile     | Amistoso                        |       |
| 13 | 19 de marzo de 1981      | Bogotá         | Colombia         | 1:2       | Chile     | Amistoso                        |       |
| 14 | 30 de marzo de 1981      | Lima           | Perú             | 1:0       | Chile     | Amistoso                        |       |
| 15 | 19 de abril de 1981      | Santiago       | Chile            | 3:0       | Perú      | Amistoso                        |       |
| 16 | 29 de abril de 1981      | Santiago       | Chile            | 1:2       | Uruguay   | Amistoso                        |       |
| 17 | 24 de mayo de 1981       | Guayaquil      | Ecuador          | 0:0       | Chile     | Clasificatorias Mundial de 1982 |       |
| 18 | 7 de junio de 1981       | Asunción       | Paraguay         | 0:1       | Chile     | Clasificatorias Mundial de 1982 |       |
| 19 | 5 de agosto de 1981      | Lima           | Perú             | 1:2       | Chile     | Amistoso                        |       |
| 20 | 26 de agosto de 1981     | Santiago       | Chile            | 0:0       | Brasil    | Amistoso                        |       |
| 21 | 18 de mayo de 1982       | Santiago       | Chile            | 2:3       | Rumania   | Amistoso                        |       |
| 22 | 17 de junio de 1982      | Oviedo         | Chile            | 0:1       | Austria   | Mundial de 1982                 |       |
| 23 | 20 de junio de 1982      | Gijón          | Alemania Federal | 4:1       | Chile     | Mundial de 1982                 |       |
| 24 | 24 de junio de 1982      | Oviedo         | Argelia          | 3:2       | Chile     | Mundial de 1982                 |       |
| Total | Total                    | Total          | Presencias       | 24        |           | Goles                           | 0     |

| Selección chilena | Selección chilena | Selección chilena |
| Año               | Partidos          | Goles             |
| ----------------- | ----------------- | ----------------- |
| 1979              | 8                 | 0                 |
| 1980              | 2                 | 0                 |
| 1981              | 9                 | 0                 |
| 1982              | 5                 | 0                 |
| Total             | 24                | 0                 |

## Comentarista deportivo
Tras iniciar una trayectoria en el ámbito privado, entre ellos la filial chilena de la marca alemana Adidas, empezó en televisión en la sección de ejercicios del programa En Familia por TVN en 1989 y después comenzó su carrera como comentarista deportivo trabajando en la Radio Agricultura y la Radio Portales. Antes, durante las clasificatorias par el Mundial de España 1982 había sido columnista del diario La Segunda. Desde allí pasa a formar parte del programa de Chilevisión Círculo Central con el presidente de Colo Colo Peter Dragicevic, con quien luego se vería involucrado de asuntos judiciales. Posteriormente asumió la dirección de deportes en Radio Nacional, donde condujo el clásico programa Más Deporte. En él, denunció hechos de corrupción que posteriormente desencadenaron la salida de Bonvallet y su equipo del programa, recibiendo querellas de Darío Calderón y Sergio Santander, culminando con la emisión del programa del 15 de noviembre de 1996, luego que el entonces dueño de la emisora, Santiago Agliati, diera la orden de cortar la transmisión desde la planta transmisora, en el momento en que se denunciaban hechos de corrupción por parte de los directivos de Colo-Colo, Peter Dragicevic y Jorge Vergara, que a la postre sería la última emisión del programa.
Luego debutaría en La Red en Bonvallet en La Red, donde analizaba los partidos de la selección chilena para las clasificatorias rumbo al mundial de Francia 1998 y Noche de Bomba, programa de donde en 1997, entrevistó a Augusto Pinochet, en ese entonces comandante en jefe del Ejército.
A mediados de la década de 1990, se hizo conocido como personaje televisivo, por su particular estilo, así como por las múltiples querellas judiciales en su contra. De un total de 51 querellas, ganó 50. Entre las más numerosas estaban injurias y calumnias. Algunas de las personas aludidas por los comentarios de Bonvallet cuentan a los expresidentes de la ANFP Reinaldo Sánchez y Ricardo Abumohor, los dirigentes Sergio Santander y Darío Calderón, los entrenadores Xabier Azkargorta, Nelson Acosta, Juvenal Olmos y Jorge Sampaoli, los exseleccionados Iván Zamorano, Carlos Caszely, Sergio Livingstone, el tenista Marcelo Ríos, los periodistas Milton Millas y Pedro Carcuro, los políticos Rodolfo Seguel y Sebastián Piñera, entre otros.
Fue conductor del programa Bonvallet con todo de TVO —actualmente Televisión Regional de Chile—, donde hizo parodias a diferentes personalidades, siendo la más recordada la del exfutbolista Gabriel Mendoza. Posteriormente siguió en la televisión en programas como Locos por el baile de Canal 13 y CQC de Mega. Estuvo en varias radios chilenas, teniendo una alta audiencia. Estuvo en Radio Nacional, Radio Zero, W Radio Chile y Píntame FM. Fue contratado por Canal 13 para comentar los partidos de la Copa Mundial de Fútbol de 2002, mientras para la Copa Mundial de Fútbol de 2010 participó en el programa Tonka Tanka de la misma estación televisiva.
Antes del mundial de 2010 firmó un contrato con el canal Liv TV para transmitir un programa semanal llamado Bonvallet 2.0, el cual consistía en monólogos, entrevistas a personalidades del fútbol, y una improvisación de preguntas-respuestas y también comentaba los partidos de la selección chilena con su pizarra.
También participó en el canal Mega donde fue comentarista de los programas Mucho gusto y Secreto a voces, donde estuvo analizando los duelos de la selección de Chile en la Copa América 2011.
Desde abril de 2012 hasta 2014 se desempeñó como comentarista en el programa deportivo Terra de Gurú y posteriormente se incorporó como locutor en Radio La Clave, radio que fue su última instancia de trabajo antes de su fallecimiento.

### Programas de televisión
| Año       | Programa                                           | Rol                   | Canal            |
| --------- | -------------------------------------------------- | --------------------- | ---------------- |
| 1989      | En Familia                                         | Sección de ejercicios | TVN              |
| 1995      | Círculo Central                                    | Panelista             | Chilevision      |
| 1996-1997 | Clasificatorias Sudamericanas rumbo a Francia 1998 | Comentarista          | La Red           |
| 1996-1997 | Bonvallet en La Red                                | Comentarista          | La Red           |
| 1997      | Noche Serena                                       | Comentarista          | La Red           |
| 1997      | Noche de Bomba                                     | Comentarista          | La Red           |
| 1998      | Bonvallet Mundial                                  | Comentarista          | La Red           |
| 1998      | Bonvallet                                          | Comentarista          | La Red           |
| 2000-2001 | Bonvallet en vivo                                  | Conductor             | TyC Sports Chile |
| 2002      | Copa Mundial de la FIFA Corea/Japón 2002           | Comentarista          | Canal 13         |
| 2002      | Lo Mejor del Mundial 2002                          | Panelista             | Canal 13         |
| 2005-2006 | Bonvallet con todo                                 | Conductor             | TVO              |
| 2006      | Locos por el Baile                                 | Participante          | Canal 13         |
| 2008-2009 | Bonvallet 2.0                                      | Conductor             | Liv TV           |
| 2010      | Tonka Tanka                                        | Panelista             | Canal 13         |
| 2011      | Mucho Gusto                                        | Panelista             | Mega             |
| 2011      | Secreto a voces                                    | Panelista             | Mega             |
| 2014      | Locos por el Mundial                               | Panelista             | Chilevision      |

### Programas de internet
| Año       | Programa      | Rol          | Página |
| --------- | ------------- | ------------ | ------ |
| 2012-2014 | Terra de Gurú | Comentarista | Terra  |

### Programas de radio
| Año       | Programa                   | Radio                      |
| --------- | -------------------------- | -------------------------- |
| 1994-1996 | Estadio en Portales        | Radio Portales de Santiago |
| 1996      | Mas Deporte                | Radio Nacional de Chile    |
| 1997-2000 | Otra vez de Zero           | Radio Zero                 |
| 2003-2004 | El Juego de los Mejores    | W Radio Chile              |
| 2011      | Bonvallet en Radio Pintame | Píntame FM                 |
| 2015      | Conclave Deportivo         | Radio La Clave             |

## Últimos años y fallecimiento
En junio de 2008, se vio involucrado en una pelea con su excompañero y amigo Carlos Caszely en una heladería de Las Condes En 2010, fue detenido por golpear a un empleado de Metrogas, luego de pensar equivocadamente que le sacaba fotografías.
A principios de 2011,  fue diagnosticado de cáncer gástrico y derivado desde la Clínica Alemana de Santiago a la Fundación Oncológica Arturo López Pérez. Mientras se encontraba inmerso en el cáncer, declaró que hay que «doblegar y derrotar al enemigo», la enfermedad que él mismo llamó «el tigre».
El 4 de octubre de 2012, en su programa Terra de Gurú, anunció oficialmente que venció al cáncer. Sin embargo, continuó su tratamiento con sesiones de quimioterapia por lo menos durante un año más.
Tras su separación en septiembre de 2014, dejó el hogar con su familia y sus hijos, para instalarse a vivir en el Hotel Los Nogales de Providencia, Santiago. Se había atrasado en el dividendo de la casa de su familia en 10 cuotas. Pese a tener muy delicada su salud, cumplía a cabalidad con sus dos programas en Radio La Clave. Sin embargo, a fines de agosto de 2015 su comportamiento comenzó a ser errático, mandando diversos mensajes en su programa a desconocidos.
El 9 de septiembre de 2015 se trasladó con dos cercanos a Algarrobo, quienes lo dejaron instalado en un hotel, hasta el 20 de septiembre. Los días que siguieron, testigos lo vieron en bares de la localidad, muy apesadumbrado, con los ojos vidriosos. Además tuvo conversaciones por teléfono con su hijo Jean Pierre, quien lo notó desesperado, y una hermana, a quien le señaló que un médico le había diagnosticado una depresión severa. Al día siguiente, una ambulancia concurrió al hotel, debido a que Bonvallet había caído en la piscina; vecinos del lugar lo vieron subir  la ambulancia en calzoncillos.
El 16 de septiembre regresó al Hotel Los Nogales, no asistiendo a la fiesta de celebración de fiestas patrias de su empleador. Desde su pieza, tuiteó en contra de dos compañeros de radio. Tras la inquietud del gerente general de la radio, Bonvallet señaló que sabía de una conspiración en su contra.
Durante la madrugada del 18 de septiembre, escribió en su perfil personal de Twitter, además de tratar de contactarse con conocidos por teléfono. En la mañana del mismo día, el cuerpo sin vida de Bonvallet fue hallado en el Hotel Los Nogales, por una mucama alrededor de las 11:20 horas. Su muerte fue oficialmente determinada como suicidio por ahorcamiento con un cinturón. Previo a sus exequias, fue despedido en una ceremonia fúnebre en la Iglesia Anglicana Providencia.

## Vida personal
Bonvallet se casó tres veces. Su primera esposa fue Ángela Setti, con quien tuvo dos hijos: Daniela, locutora radial y concejala de Ñuñoa y Jean Pierre, quién también fue futbolista y siguió sus pasos como comentarista deportivo; su segunda esposa fue la argentina Beatriz Marta Gros, quien fuera Miss Argentina 1970, con ella estuvo casado entre 1998 y 2004; mientras que su última esposa fue la funcionaria pública María Victoria Laymuns, con quien tuvo tres hijos y una mediática separación en septiembre de 2014.

## Estadísticas

### Como jugador

#### Clubes
| Universidad de Chile · Chile |               |               |     |    |    |    |   |    |   |   |     |     |    |      |      |
| 1.ª | 1972          | 13            | 2   | 1  | —  | —  | — | —  | — | — | 13  | 2   | 1  | 0,15 |      |
| 1.ª | 1973          | 12            | 1   | 1  | —  | —  | — | —  | — | — | 12  | 1   | 1  | 0,08 |      |
| 1.ª | 1974          | 24            | 3   | 6  | 16 | 2  | 4 | —  | — | — | 40  | 5   | 10 | 0,13 |      |
| Total club | Total club    | 49            | 6   | 8  | 16 | 2  | 4 | 0  | 0 | 0 | 65  | 8   | 12 | 0,12 |      |
| Universidad Católica · Chile |               |               |     |    |    |    |   |    |   |   |     |     |    |      |      |
| 2.ª | 1975          | 28            | 4   | 4  | 2  | 0  | 1 | —  | — | — | 30  | 4   | 5  | 0,13 |      |
| 1.ª | 1976          | 27            | 4   | 7  | —  | —  | — | —  | — | — | 27  | 4   | 7  | 0,15 |      |
| 1.ª | 1977          | 19            | 1   | 3  | 6  | 1  | 2 | —  | — | — | 25  | 2   | 5  | 0,08 |      |
| 1.ª | 1981          | 27            | 2   | 5  | 8  | 0  | 1 | —  | — | — | 35  | 2   | 6  | 0,06 |      |
| 1.ª | 1982          | 21            | 2   | 3  | 10 | 0  | 1 | —  | — | — | 31  | 2   | 4  | 0,07 |      |
| Total club | Total club    | 122           | 13  | 22 | 26 | 1  | 5 | 0  | 0 | 0 | 148 | 14  | 27 | 0,10 |      |
| O'Higgins · Chile |               |               |     |    |    |    |   |    |   |   |     |     |    |      |      |
| 1.ª | 1978          | 21            | 1   | 5  | 4  | 0  | 0 | —  | — | — | 25  | 1   | 5  | 0,04 |      |
| 1.ª | 1979-80       | 24            | 0   | 3  | 6  | 0  | 1 | 6  | 0 | 2 | 36  | 0   | 6  | 0,00 |      |
| Total club | Total club    | 45            | 1   | 8  | 10 | 0  | 1 | 6  | 0 | 2 | 61  | 1   | 11 | 0,02 |      |
| Fort Lauderdale Strikers Estados Unidos |               |               |     |    |    |    |   |    |   |   |     |     |    |      |      |
| 1.ª | 1980          | 16            | 2   | 6  | —  | —  | — | —  | — | — | 16  | 2   | 6  | 0,13 |      |
| Total club | Total club    | 16            | 2   | 6  | 0  | 0  | 0 | 0  | 0 | 0 | 16  | 2   | 6  | 0,13 |      |
| Tampa Bay Rowdies Estados Unidos |               |               |     |    |    |    |   |    |   |   |     |     |    |      |      |
| 1.ª | 1983          | 11            | 0   | 2  | —  | —  | — | —  | — | — | 11  | 0   | 2  | 0,00 |      |
| Total club | Total club    | 11            | 0   | 2  | 0  | 0  | 0 | 0  | 0 | 0 | 11  | 0   | 2  | 0,00 |      |
| Unión San Felipe · Chile |               |               |     |    |    |    |   |    |   |   |     |     |    |      |      |
| 1.ª | 1983          | 14            | 0   | 1  | —  | —  | — | —  | — | — | 14  | 0   | 1  | 0,00 |      |
| Total club | Total club    | 14            | 0   | 1  | 0  | 0  | 0 | 0  | 0 | 0 | 14  | 0   | 1  | 0,00 |      |
| Total carrera | Total carrera | Total carrera | 257 | 22 | 47 | 52 | 3 | 10 | 6 | 0 | 2   | 315 | 25 | 59   | 0,08 |
| (1) Incluye datos de la Liguilla Pre-Libertadores (1978-79); Copa Chile (1974-82). (2) Incluye datos de la Copa Libertadores (1979). (3) No incluye goles en partidos amistosos. |               |               |     |    |    |    |   |    |   |   |     |     |    |      |      |

#### Selección
| Selección                                                                              | Temporada     | Amistosos | Amistosos | Amistosos | Sudamérica(1) | Sudamérica(1) | Sudamérica(1) | Mundial | Mundial | Mundial | Total | Total | Total  | Media goleadora |
| Selección                                                                              | Temporada     | Part.     | Goles     | Asist.    | Part.         | Goles         | Asist.        | Part.   | Goles   | Asist.  | Part. | Goles | Asist. | Media goleadora |
| -------------------------------------------------------------------------------------- | ------------- | --------- | --------- | --------- | ------------- | ------------- | ------------- | ------- | ------- | ------- | ----- | ----- | ------ | --------------- |
| Adulta · Chile                                                                         | 1979          | 2         | 0         | 0         | 6             | 0             | 0             | —       | —       | —       | 8     | 0     | 0      | 0,00            |
| Adulta · Chile                                                                         | 1980          | 2         | 0         | 0         | —             | —             | —             | —       | —       | —       | 2     | 0     | 0      | 0,00            |
| Adulta · Chile                                                                         | 1981          | 8         | 0         | 1         | 2             | 0             | 0             | —       | —       | —       | 10    | 0     | 1      | 0,00            |
| Adulta · Chile                                                                         | 1982          | 1         | 0         | 0         | —             | —             | —             | 3       | 0       | 0       | 4     | 0     | 0      | 0,00            |
| Adulta · Chile                                                                         | Total         | 13        | 0         | 1         | 8             | 0             | 0             | 3       | 0       | 0       | 24    | 0     | 1      | 0,00            |
| Total carrera                                                                          | Total carrera | 13        | 0         | 1         | 8             | 0             | 0             | 3       | 0       | 0       | 24    | 0     | 1      | 0,00            |
| (1) Incluye los partidos de la Copa América / Clasificatorias Sudamericanas (1979-81). |               |           |           |           |               |               |               |         |         |         |       |       |        |                 |

#### Resumen estadístico
| Competición           | Partidos | Goles | Promedio | Asistencias | Promedio | Goles y asistencias | Promedio |
| --------------------- | -------- | ----- | -------- | ----------- | -------- | ------------------- | -------- |
| Primera División      | 229      | 18    | 0,08     | 43          | 0,19     | 61                  | 0,27     |
| Segunda División      | 28       | 4     | 0,14     | 2           | 0,14     | 8                   | 0,29     |
| Copas nacionales      | 52       | 3     | 0,06     | 10          | 0,19     | 13                  | 0,25     |
| Copas internacionales | 6        | 0     | 0,00     | 2           | 0,33     | 2                   | 0,33     |
| Selección adulta      | 24       | 0     | 0,00     | 1           | 0,04     | 1                   | 0,04     |
| Total                 | 339      | 25    | 0,07     | 60          | 0,18     | 85                  | 0,25     |

### Como entrenador
| Deportes Temuco · Chile | 2.ª           | 2007          | 28 | 10 | 9 | 9 | 11º | — | — | — | — | — | — | — | — | 28 | 10 | 9 | 9 | 46.42% | 27 | 30 | -3 |
| Deportes Temuco · Chile | Total club    | Total club    | 28 | 10 | 9 | 9 |     | 0 | 0 | 0 | 0 | 0 | 0 | 0 | 0 | 28 | 10 | 9 | 9 | 46.42% | 27 | 30 | -3 |
| Total carrera | Total carrera | Total carrera | 28 | 10 | 9 | 9 |     | 0 | 0 | 0 | 0 | 0 | 0 | 0 | 0 | 28 | 10 | 9 | 9 | 46.42% | 27 | 30 | -3 |
| P = Partidos; G = Ganados; E = Empatados; D = Derrotas; Pos = Posición; GF = Goles Anotados; GC = Goles Recibidos; DG = Diferencia de goles |               |               |    |    |   |   |     |   |   |   |   |   |   |   |   |    |    |   |   |        |    |    |    |

## Palmarés

### Torneos nacionales oficiales
| Título    | Club                 | País  | Año  |
| --------- | -------------------- | ----- | ---- |
| Primera B | Universidad Católica | Chile | 1975 |